# موریس لوکوک
موریس لوکوک (فرانسوی: Maurice Lecoq‎؛ ۲۶ مارس ۱۸۵۴ – ۱۶ دسامبر ۱۹۲۵) ورزشکار ورزش تیراندازی اهل فرانسه بود.
وی در مسابقات کشوری و بین‌المللی در مجموع برندهٔ ۱ مدال طلا، ۱ مدال نقره، ۴ مدال برنز شده‌است.